# Serve di Maria ministre degli infermi

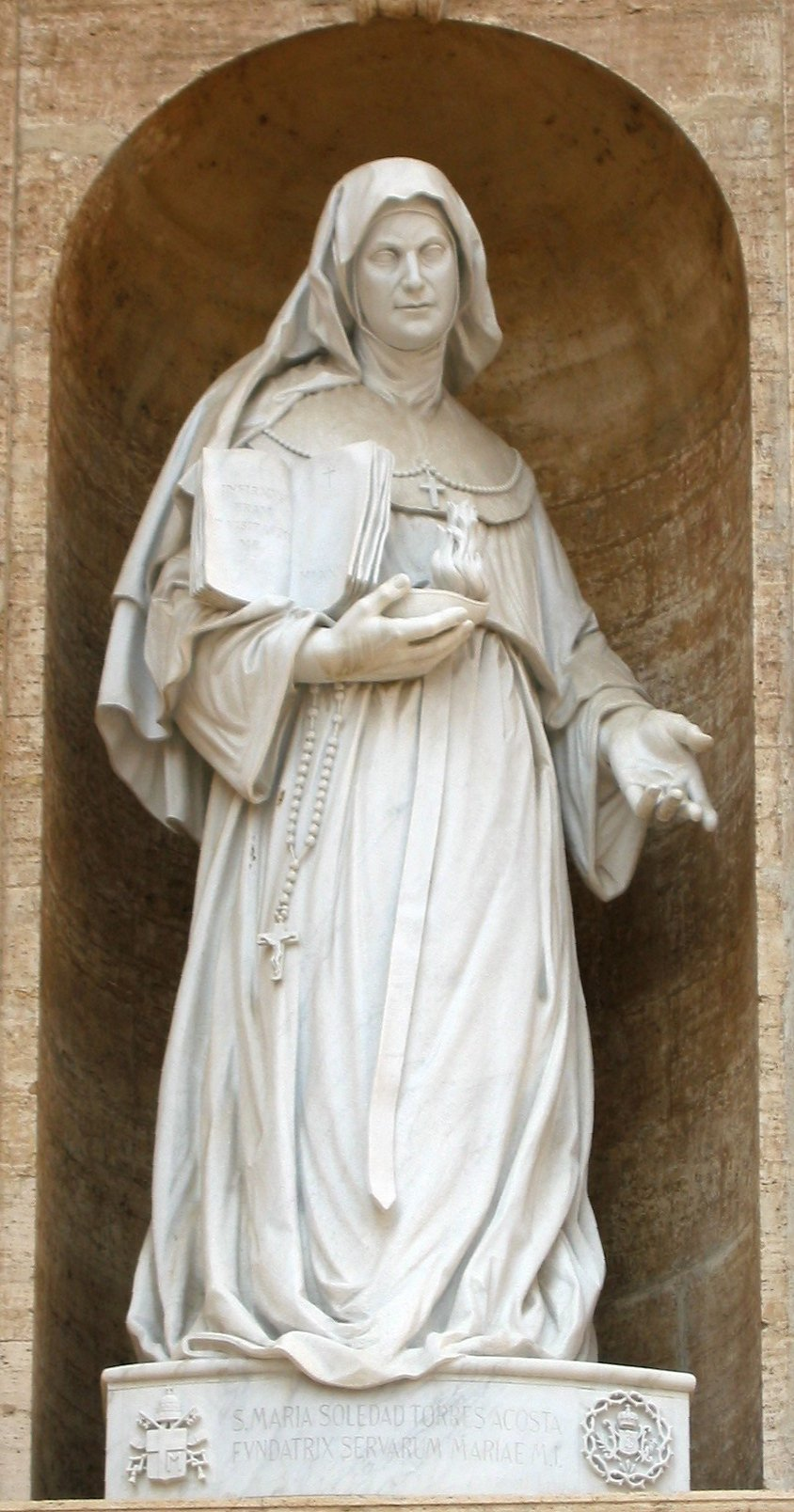
Maria Soledad Torres Acosta

Le Serve di Maria Ministre degli Infermi sono un istituto religioso femminile di diritto pontificio: i membri di questa congregazione pospongono al loro nome la sigla S.de.M.

## Storia
La congregazione sorse a Madrid per iniziativa del sacerdote servita Miguel Martínez y Sanz (1811-1890), parroco del sobborgo di Chamberí. Per l'assistenza a domicilio agli infermi del quartiere, il religioso organizzò una comunità di sette suore (tante quanti i fondatori dei Servi di Maria) guidata da Maria Soledad Torres Acosta (1826-1887), ritenuta la fondatrice dell'istituto.
Il 15 agosto del 1851 le religiose emisero la prima professione dei voti nelle mani dell'arcivescovo di Toledo, il cardinale Juan José Bonel y Orbe, dando formalmente vita alla congregazione.
La congregazione ottenne il riconoscimento di istituzione di diritto diocesano il 1º aprile 1853 e ricevette il pontificio decreto di lode il 18 settembre 1867; la Santa Sede ha approvato definitivamente l'istituto l'11 luglio 1876 e le sue costituzioni il 20 giugno 1898.
Beatificata nel 1950 da papa Pio XII, la fondatrice è stata canonizzata da papa Paolo VI nel 1970.

## Attività e diffusione
Come alle origini, le Serve di Maria Ministre degli Infermi continuano a dedicarsi alla cura dei malati, specialmente a domicilio.
Sono presenti in Europa (Spagna, Portogallo, Francia, Italia, Regno Unito), nelle Americhe (Stati Uniti d'America, Messico, Ecuador, Colombia, Panama, Repubblica Dominicana, Porto Rico, Cuba, Argentina, Perù, Bolivia, Brasile, Uruguay), in Camerun e nelle Filippine: la sede generalizia è a Roma.
Al 31 dicembre 2005 l'istituto contava 1.712 religiose in 114 case.